# Belasco
Belasco egy kitalált szereplő, démon a Marvel Comics képregényeiben. A szereplőt Bruce Jones és Brent Anderson alkotta meg. Első megjelenése a Ka-Zar the Savage 11. számában volt, 1982 februárjában.
Belasco hatalmas erejű varázsló, a Limbó nevű zsebdimenzió uralkodója volt, amíg neveltje, egy a Földről elrabolt lány Iljána Raszputyin le nem taszította trónjáról. Belasco azóta többször visszaszerezte, majd ismét elveszítette a Limbó feletti uralmat.